# 아오모리현
아오모리현(일본어: 青森県, 영어: Aomori Prefecture)은 일본 혼슈의 북쪽 끝에 있는 현이다. 현청 소재지는 아오모리시이다.
현의 인구는 일본 도도부현 중 31위, 면적은 8위이다. 율령국으로는 리쿠오국 북부에 해당한다.

## 개요
아오모리현은 도호쿠 지방 및 혼슈의 최북부이기도 하며, 이와테현, 아키타현을 포함한 북동북의 현이다. 현의 인구는 약 125만 명이며, 일본의 총인구의 약 1%를 차지해 현의 면적은 9,644km2로, 국토의 약 2.5%를 차지한다. 현내의 시정촌수는 40개이며, 시 10개, 정 22개, 촌은 8개가 있으며, 8개의 군이 있다. 현 출신자의 52%는 아오모리시, 하치노헤시, 히로사키시에 거주한다.
동쪽은 태평양, 서쪽은 동해, 북쪽은 쓰가루해협에 접한다. 태평양 측 남쪽으로 이와테현이, 동해 측 남쪽으로 아키타현이 인접하며 쓰가루 해협의 대안에 홋카이도가 위치한다. 동해협의 중앙부는 공해(다만 일본의 배타적 경제 수역이다)이지만, 동해협을 끼어드는 세이칸수도는 공해하도 일본의 영토이며, 여기서 히가시쓰가루군 소토가하마정과 홋카이도 마쓰마에군 후쿠시마정이 인접하고 있다.
아키타현에 걸친 세계유산 시라카미산지를 가지고 있는 것 외에 경승지 도와다코를 비롯해 핫코다산, 이와키산, 시모키타반도의 부쓰가우라 등의 자연환경이 많이 남아 있으며 아오모리현의 중앙부에는 오우산맥이 종주하고 서쪽의 쓰가루 지방과 동부, 남부지방에서는 각각 다른 역사와 기후, 문화, 풍토를 가진다.
아오모리현은 전국 유수의 농업산출현으로 식량자급률은 칼로리 기준으로 118%이다. 주요 출하품목은 사과, 참마, 마늘이 전국 제일의 생산량이다. 어업에서도 전국 유수의 어획량을 기록하는 하치노헤 항구가 있으며, 고등어와 오징어가 일본 제일의 어획량으로 전국에 출하되고 있다.
현 남부에는 국책으로 건설된 하치노헤 임해공업지대가 있으며 화력발전소, 제지공장, 전기기기공장, 조선소 및 관련 산업이 입지한다. 시모키타반도에서는 무쓰오가와라 호수 주변(롯카쇼촌)에서 동부(무쓰시), 북부(오마정)에 걸쳐 국책 사업인 원자력 관련 시설이 점재한다(건설 중이나 미가동 중인 시설을 포함한다). 핵연료 사이클 시설을 운영·건설하는 일본 겐넨은 현내 주요 기업이기도 하다. 이 밖에 국제협력으로 핵융합을 연구하는 ITER 관련 시설, 원자력발전소가 들어선다. 그 밖에 현내에는 일본에서 최대급 풍력 발전 시설이 있다.
교통 인프라로는 현내에 아오모리 공항과 미사와 공항이 있으며, 도호쿠 신칸센이 신아오모리역에서 도쿄역까지 최단 2시간 59분에 도달하며, 홋카이도 신칸센이 세이칸 터널을 통해 홋카이도와 연결된다. 재래선은 아오이모리 철도선, 고난 철도(고난선·오와니선), 쓰가루 철도선, JR 오우 본선 등이 있다. 주요 도로는 도호쿠 종관 자동차도홍전선 및 하치노헤선(하치노헤 자동차도), 국도 4호선이 니혼바시와 아오모리시를 종점으로 통해 통과한다. 국도 7호선이 니가타시와 아오모리시를 연결한다. 또 아오모리항, 하치노헤항에서 홋카이도로 가는 카페리가, 하치노헤항에서 국제 컨테이너 항로가 취항하고 있다.
축제는 아오모리 네부타 축제, 히로사키 네부타 축제, 구로이시 네부타 축제, 고쇼가와라 다치네푸타, 하치노헤 삼사대제 등이 유명하다. 현내에서는 조몬 시대의 유적이 많이 출토가 되고 있으며 산나이마루야마 유적(아오모리시)이나 후타모리 패총, 고레카와 유적(하치노헤시) 등에서 주거터나 토기 및 토우가 발견되고 있다.
아오모리현의 실업률은 6.1%(2010년 모델 추계치)로 독일(2011년)과 같은 값이다. 현민의 평균 연수입은 247.6만 엔(2008년 현금 부여액)이고 2011년 시점의 현의 유효 구인배율은 0.42배로 도시별로는 높은 순으로 하치노헤(0.51배), 아오모리(0.48배), 노베치(0.48배), 히로사키(0.42배). 현에서는 2005년부터 2008년까지의 평균 사회감수가 9263명의 전출초과로 고등학교 졸업 시 약 5600명이 전출, 대학 졸업시의 전출은 2,270명이다. 20세에서 24세의 전출 이유의 60.7%는 다른 현으로의 취직을 이유로 하고 있다. 아오모리현은 2004년에 아오모리현 청년 취직 지원 센터(잡 카페 아오모리)를 설치해 고교생부터 40세까지를 대상으로 아오모리, 하치노헤, 히로사키, 무츠에서 취업 지원을 실시하고 있다.

## 명칭
1871년 9월에 히로사키정(町)에 설치되어 있던 현청이 아오모정(町)으로 옮기면서 현청 소재지의 지명이 그대로 채택된 것이다. 아오모리라는 지명은 에도 시대에 히로사키번이 현재의 아오모리시에 미나토정(町)을 건설하면서 지어진 이름으로, 현재의 아오모리시의 모토마치 부근의 해상부터 표식이 되는 푸른 숲이 있던 것에서 유래되고 있다.

## 지리
아오모리현은 일본 도호쿠 지방의 최북단에 있는 현이다. 쓰가루 해협을 사이에 두고 홋카이도와 마주보고 있다. 남쪽으로 아키타정, 이와테정과 접하고 있다. 그 현은 태평양으로는 쓰가루 해협과 동쪽과 일본해의 서쪽에 있는 현의 북쪽에 물의 시체들을 연결할 들어서 있다. 동해에 그 섬들은 현의 서쪽 지점이다. 도끼 모양의 시모키타반도의 북서쪽 끝에 있는 오마는 혼슈의 최북단이다. 시모키타반도와 쓰가루반도가 무쓰만을 둘러싸고 있다. 이 반도들 사이에는 오우산맥의 북쪽 끝인 더 작은 나쓰도마리반도가 놓여 있다. 이 세 개의 반도는 양식화된 지도인 현의 상징에서 두드러지게 보인다.
오가와라호는 시모키타반도의 기수호로서 일본에서 11번째로 큰 호수이며 도호쿠 지방에서는 가장 큰 기수호이다. 화산 칼데라에 위치한 호수인 도와다 호수는 아키타와의 아오모리의 경계에 걸쳐 있다. 호수는 혼슈에서 가장 큰 칼데라 호수이다. 또한 공원 내에서는 오이라세강이 도와다 호수에서 태평양을 향해 동쪽으로 흐른다. 이 공원의 또 다른 특징은 아오모리시의 남쪽과 도와다 호수의 북쪽에 있는 넓은 화산군인 학코다산맥이다.
시라카미 산지는 현 서부 시라카미산맥에 위치해 있다. 이곳에는 87종이 넘는 새들이 서식하고 있는 동아시아 최대의 너도밤나무 숲이 있다. 이와키현은 시라카미산맥의 북동쪽에 위치하고 있다. 이와키산의 동쪽과 북동쪽의 땅은 이와키강에 의해 배수되는 넓은 범람원이다. 쓰가루씨의 수도였던 히로사키시는 강둑에 위치하고 있다.
2019년 3월 31일 기준 현 전체 면적의 12%가 자연공원으로 지정되어 있다. 현립 자연 공원 등이 있다.
지형
- 쓰가루반도
- 시모키타반도
- 나쓰도마리반도

산맥, 산지
- 오우산맥
- 쓰가루산지
- 시라카미 산지
- 오소레산 산지(일본어판)

산, 언덕
| - 이와키산(岩木山) - 핫코타산(八甲田山) - 가마부세산(釜臥山) - 시모키타 구릉(下北丘陵) - 하시카미봉(階上岳) - 나쿠이봉(名久井岳) - 오소레산(恐山) - 시가쿠봉(四角岳) - 구시카미봉(櫛ヶ峯) - 노리쿠라봉(乗鞍岳) - 시라가미봉(白神岳) 평야, 대지 - 쓰가루 평야(津軽平野) - 아오모리 평야(青森平野) - 산본대지(三本木原) 하천 - 오이라세강(奥入瀬川) - 이와키강(岩木川) - 아카이시강(]赤石川) - 마베치강(馬淵川) - 다카세강(高瀬川) - 다나부강(田名部川) - 니타강(新井田川) 호수와 늪 - 도와다호(十和田湖) - 오가와라호(小川原湖) - 주산호(十三湖) - 우소리호(宇曽利湖) - 다카호코늪(鷹架沼) - 쓰가루후지코늪(津軽富士見湖) - 주니호(十二湖) - 다모기늪(田面木沼) | 섬 - 벤텐섬(弁天島) - 큐로쿠섬(久六島) - 다이지마섬(鯛島) - 모라섬(茂浦島) - 유노섬(湯の島) - 가부시마섬(蕪島) 해협, 만, 해안 - 쓰가루 해협(津軽海峡) - 다이라다테 해협(平舘海峡) - 무쓰만(陸奥湾) - 노헤지만(野辺地湾) - 아오모리만(青森湾) - 오미나토만(大湊湾) - 아시자키만(芦崎湾) - 민마야만(三厩湾) - 시치리나가하마(七里長浜) - 사비시로 해안(淋代海岸) - 호토케가만(仏ヶ浦) |

## 인접한 도도부현
홋카이도, 이와테현, 아키타현과 인접한다.
도끼 모양의 시모키타반도 북서쪽 끝의 오마정은 혼슈의 최북단에 해당한다. 시모키타반도와 쓰가루반도는 무쓰만을 둘러싸고 있다. 두 반도 사이로 오우산맥 북단에 해당하는 나쓰도마리반도가 놓여있다. 아오모리현기는 이들 반도의 모양을 형상화한 것이다. 아오모리현은 일본 전국 각지의 대학생들이 MT를 많이 오는데, 이는 아오모리현에 산이 많기 때문이다.

## 역사

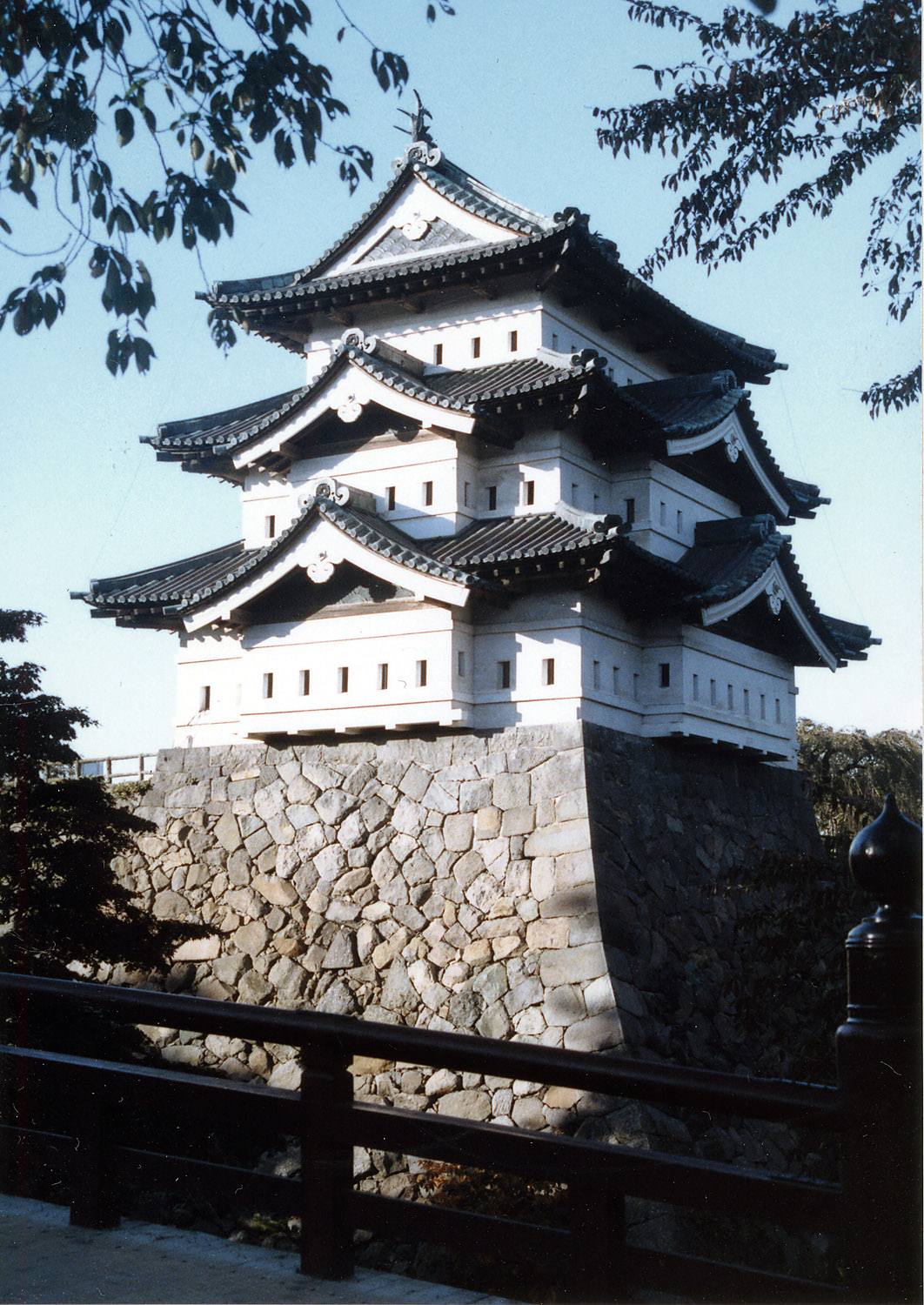
히로사키성

### 조몬 시대
일본 토기의 가장 오래된 증거는 현 북서부의 소토가하마정에 있는 오다이 야마모토 1세 유적에서 발견되었다. 그곳에서 발견된 유물들은 조몬 시대가 약 15,000년 전에 시작되었음을 암시한다. 기원전 7,000년경에는 현재의 해안선보다 3미터 높은 현의 해안을 따라 어업 문화가 발달했다. 기원전 3,900년경 현재의 아오모리시 산나이 마루야마 유적지에 정착이 시작되었다. 정착지는 홋카이도와 규슈를 포함한 일본 조몬 시대의 주민들과 광범위한 상호 작용의 증거를 보여준다. 기원전 2300년경에 알 수 없는 이유로 산나이마루야마의 정착이 끝났다. 그것의 포기는 아마도 인구의 생계형 경제가 지속적 성장을 이끌어 낼 수 없었기 때문일 것이며, 그것의 끝은 신플라케이션 기간 동안 천연 자원의 감소에 의해 촉진되었다. 조몬 시대는 기원전 300년까지 쓰가루시의 가메가오카 유적지에서 지속되었다.

### 야요이 시대부터 헤이안 시대까지
야요이 시대에 아오모리현이 된 지역은 아시아 대륙의 다른 나라들보다 남쪽과 서쪽으로 이주한 사람들의 영향을 덜 받았다. 당시 미치노쿠로 알려진 이 지역은 에미시족이 거주했다. 에미시족이 아이누족인 조몬족의 후손인지 아니면 아이누족과 에미시족 모두 조몬족의 후손인지는 확실하지 않다. 아오모리현의 최북단에 사는 에미시족은 쓰가루라고 알려져 있다. 역사 기록에 따르면 917년 토와다 호수의 화산에서 일어난 일련의 파괴적인 분화들이 언급된다. 폭발 활동은 8월 17일 절정에 달했다. 헤이안 시대 동안 에미시는 1094년경 후지와라 북부에 의해 무쓰국에 편입되기 전까지 서서히 교토의 조정에 의해 지배되었다. 북부 후지와라는 교토와 아시아 대륙 간의 무역을 발전시키기 위해 현재의 고쇼가와라에 도사미나토항을 세웠다. 1189년, 미나모토노 요리토모에 의해 가마쿠라 막부가 멸망하였다.

### 가마쿠라 시대
미나모토노 요리토모는 무쓰국을 가마쿠라 막부의 영지로 편입시켰다. 미나모토노 요리토모와 함께 이시바시야마 전투에서 승리하고 후지와라 정복을 한 후, 난부 미쓰유키는 누카노부군에서 많은 영지를 받았다. 난부 미쓰유키는 지금의 아오모리시 난부에 쇼주다테성을 쌓았다. 현의 동쪽 지역은 말 목장이 주를 이루었고 난부 지역은 군마의 보급으로 부유해졌다. 이치노헤에서 구노헤까지 이르는 말 목장은 요새화된 방책으로, 난부 미쓰유키의 아들 6명에게 수여되어 난부씨의 6대 가문을 형성하였다.도사미나토에서 후지와라 북부를 몰아낸 공로로 안도씨에 의해 현의 서북부가 수여되었다. 항구는 안도씨 통치하에 확장되었다. 그들은 에조의 아이누와 많은 거래를 했다. 그러나 1268년과 1320년대에 아이누 가문과 안도씨 사이에 분쟁이 발생하였다. 이 갈등은 막부의 명령으로 난부가 개입한 후 진압되었다. 이 갈등으로 가마쿠라 막부는 말년에 약화되었고 안도 가문은 북방과 남방 아키타 가문으로 나뉘었다.

### 무로마치 시대
아시카가 막부가 시작되었을 때 난부와 안도 가문은 현의 남동부를, 안도 가문은 시모키타반도와 쓰가루반도를 지배했다. 안도족은 또한 에조의 주변 지역을 통제하는 데 관여하여 그들의 관심을 분열시켰다. 1336년에 안도 가문은 남북조 시대에 호리코시성의 축성을 완료했다. 무로마치 시대에 난부는 안도 가문을 서서히 오늘날의 아오모리현으로 밀어내기 시작했다. 안도 가문은 1432년에 도사미나토에서 쫓겨나 에조로 후퇴하여 난부 가문이 모든 영토를 장악하게 되었다. 난부 아래서 항구 정착촌은 황폐해질 것이 분명했다.

### 센고쿠 시대
센고쿠 시대에 난부씨는 여러 개의 경쟁 파벌로 분열되었다. 오우라 다메노부 휘하의 한 파벌은 히로사키번의 지배권을 주장했다. 본관은 오우라시 오우라씨로, 출처가 불분명하다. 이후 쓰가루씨의 기록에 따르면, 후지와라씨의 후손으로 쓰가루반도의 쓰가루 지방과 무쓰국의 북서쪽 구석의 이와키산 주변 지역의 소유권을 주장했다고 한다. 아메노부는 난부 다메노부 또는 다메노부 구지 중 한 명으로 난부 분가에서 태어났으나 형과의 불화로 쫓겨났다. 그러나 1571년 다메노부가 이시카와를 공격해 죽이고 쓰가루 지역의 난부씨 성을 차례로 점령하기 시작했다. 그는 이시카와성, 다이코지성, 아부라카와성을 점령하였고, 곧 난부 지방의 많은 신하들의 지지를 얻었다. 1590년에는 도요토미 히데요시에게 충성을 맹세하고 독립 군벌로 확정되어 쓰가루로 개칭하였다. 다메노부 쓰가루는 오다와라 전투에서 히데요시를 도왔고, 임진왜란 때는 히젠에 수행했다. 이후 1600년 세키가하라 전투에서 도쿠가와 이에야스의 편에 섰다.

### 에도 시대
에도 시대에는 지금의 현 지역 내에 모리오카번과 히로사키번, 그 외에 모리오카번의 지번인 시치노헤번, 하치노헤번, 히로사키번의 지번인 구로이시번이 있었다. 북쪽 지역이라 농업이 원활하지 않은 관계로 기근의 피해가 엄청나 번의 위기를 가져오는 경우가 많았다. 이 무렵에도 북쪽 해안을 따라 아이누가 살고 있었다고 전해진다.
도쿠가와 막부가 수립된 후 난부는 곧바로 시모키타반도와 남쪽의 구들을 통치하였다. 난부씨의 영지 서쪽과 아키타씨의 영지 북쪽은 모두 히로사키에서 쓰가루씨의 지배하에 있었다. 히로사키성 공사는 1611년에 완료되었고, 쓰가루씨의 성이었던 호리코시성을 대체하였다. 1631년, 쓰가루씨는 센고쿠 시대에 벌어들인 이익에 대한 지배권을 확고히 했다. 1782년 11월에서 1783년 6월 사이에 쓰가루씨의 수도 히로사키 근처의 이와키산의 화산 폭발로 인해 평년보다 낮은 기온으로 인해 무쓰국은 덴메이 대 기근을 겪었다.
에도 시대 초기에 혼슈의 마지막 아이누족은 현의 반도 산지에 살았다. 그들은 지배 가문과 어느 정도 교류했지만, 주로 무쓰만과 쓰가루 해협에서 어업으로 먹고 살았다. 하지만 쓰가루 씨족은 아이누를 흡수하기 위해 1756년과 1809년에 두 차례 큰 노력을 기울였다. 기록에 따르면 아오모리현의 일부 지명은 여전히 아이누 문화를 말살하는 데 성공하였다.

### 메이지 유신과 제2차 세계 대전
메이지 시대에는 보신 전쟁에 즈음하여 모리오카번과 히로사키번이 오우에쓰 열번동맹에 가입해 있었으나, 히로사키번은 정부군으로 돌아섰다. 모리오카번은 전쟁 후 영지를 대거 삭탈당하고, 그 자리에는 도나미번이 들어서 아이즈 마쓰다이라 가문이 명맥을 유지했다.
막부인 도쿠가와 요시노부가 1867년 사임했음에도 불구하고 보신 전쟁은 1868년 말에 북일본에 이르렀다. 1868년 9월 20일, 난부씨의 수도 모리오카에서 친 쇼군다테 오우에쓰 레판 도메이가 선포되었다. 쓰가루씨는 먼저 사초 동맹의 친제국 세력의 편에 서서 근처의 쇼나이번을 공격했다. 그러나 쓰가루는 곧 항로를 바꾸어 잠시 오우에쓰 레판 도메이의 일원이 되었다. 그러나 아직 확실하지 않은 이유로 쓰가루는 동맹에서 탈퇴하고 몇 달 후 황제에 다시 합류했다. 난부씨와 쓰가루씨는 옛 라이벌 관계를 재개하고 노헤지 전투에서 싸웠다.
작은 교전 결과, 쓰가루씨는 오우에쓰 레판 도메이로부터 도망쳐 천황의 명분에 대한 충성을 증명할 수 있었다. 하코다테 전투에서 쓰가루군은 에조 공화국을 공격하는데 가담하였고, 결국 친 쇼군국군은 패배하였다. 그 결과, 메이지 정부가 북쪽의 다른 영토에 가한 징벌적 조치들을 피할 수 있었다.
1868년 보신 전쟁 이후 무쓰국은 5개의 율령국으로 분할되었고 리쿠오국은 아오모리현과 이와테현의 북서쪽을 점령했다. 1871년 7월, 폐번치현으로 기존의 번 구획과 명칭을 그대로 두고 히로사키현, 구로이시현, 도나미현, 시치노헤현, 하치노헤현의 다섯 현이 성립되었다. 9월에는 이 다섯 현에 다테현을 포함하여 히로사키현으로 합병하였다. 그 직후 현청이 히로사키에서 아오모리로 옮겨지면서 아오모리현으로 개칭되었다.
현의 새로운 수도인 아오모리는 일본 북부의 물류 중심지로서의 중요성 때문에 빠르게 확장되었다. 1889년에 도시가 되었고 1898년에 도시가 되었다. 1889년 10월 30일, 미국 상선 체세버러호가 샤리키 마을 근처 서쪽 해안에서 난파되어 많은 선원들이 마을 사람들에 의해 구조되었다. 1891년에 아오모리역과 도쿄 우에노역을 잇는 도호쿠 본선이 개통되었다. 1902년 1월 23일 핫코다 산사태에서 199명의 병사가 길을 잃고 사망했다. 1910년 5월 3일 야스카타에서 화재가 발생했다. 강풍을 타고 불길이 순식간에 도시 전체를 초토화시켰다. 이 화재로 26명이 사망하고 160명의 주민이 부상을 입었다. 가옥 5,246채가 소실되고 창고 19채와 창고 157채가 불에 탔다.
1945년 3월 23일, 아지가사와정이 산사태로 파괴되어 주민 87명이 사망했다. 1945년 7월 28일 오후 10시 30분, 미군 B-29 폭격기 편대가 아오모리시의 90% 이상을 폭격했다. 이 공습으로 1,767명이 사망하고 18,045채의 가옥이 파괴되었다. 세이칸 나루터, 무쓰·미사와 해군 시설, 하치노헤 비행장, 아오모리·하치노헤 항구와 철도가 파괴되었다.

### 1945년 이후
연합국 통치기에 아오모리의 군사 기지는 미군의 통제를 받았다. 하치노헤 비행장은 1950년까지 미군에 점유되어 있었고, 캠프 하우겐으로 불렸다. 미 육군과 공군이 미사와 공군기지를 점령하고 재건했다. 라디오 아오모리는 1953년에 첫 방송을 했다. 4년 후 제1회 생선 경매가 열렸고 1958년 시립 어시장이 완공되고 시민병원이 문을 열었다. 같은 해, 쓰가루선은 쓰가루반도 끝에 있는 민마야 마을과 철도를 연결했다.
1985년 3월, 23년간의 건설 과정과 6,900억 엔의 재정 투자 끝에 세이칸 터널이 혼슈와 홋카이도를 잇는 세계에서 가장 긴 터널이 되었다. 거의 정확히 3년 후인 3월 13일, 쓰가루카이교선에서 철도가 개통되었다. 터널이 개통되면서 세이칸 페리 철도는 종말을 고했다. 세이칸 철도 여객선은 80년간 아오모리와 하코다테를 72만여 차례 운항해 1억6000만 명의 승객을 태웠다. 그것은 기차보다는 자동차 교통과 승객들을 나르며 도시들 사이를 계속 운행한다.
1993년 4월에 아오모리 공립대학이 개교했다. 아오모리 공항은 1995년 4월 대한민국 서울과 러시아 하바롭스크에 정기 국제선 운항을 시작했으나 2004년 운항이 중단되었다. 2007년 6월 탈북자 4명이 6일간 해상에 있다가 아오모리현에 도착하여, 배를 타고 일본에 도착한 두 번째 사례가 되었다. 2011년 3월 일본 도호쿠 태평양 연안에서 규모 9.0의 지진이 발생하였다. 아오모리현 남동쪽 해안은 쓰나미의 영향을 받아 항구의 건물들이 파손되고 많은 인명피해를 입었다.

## 지역

### 자치체

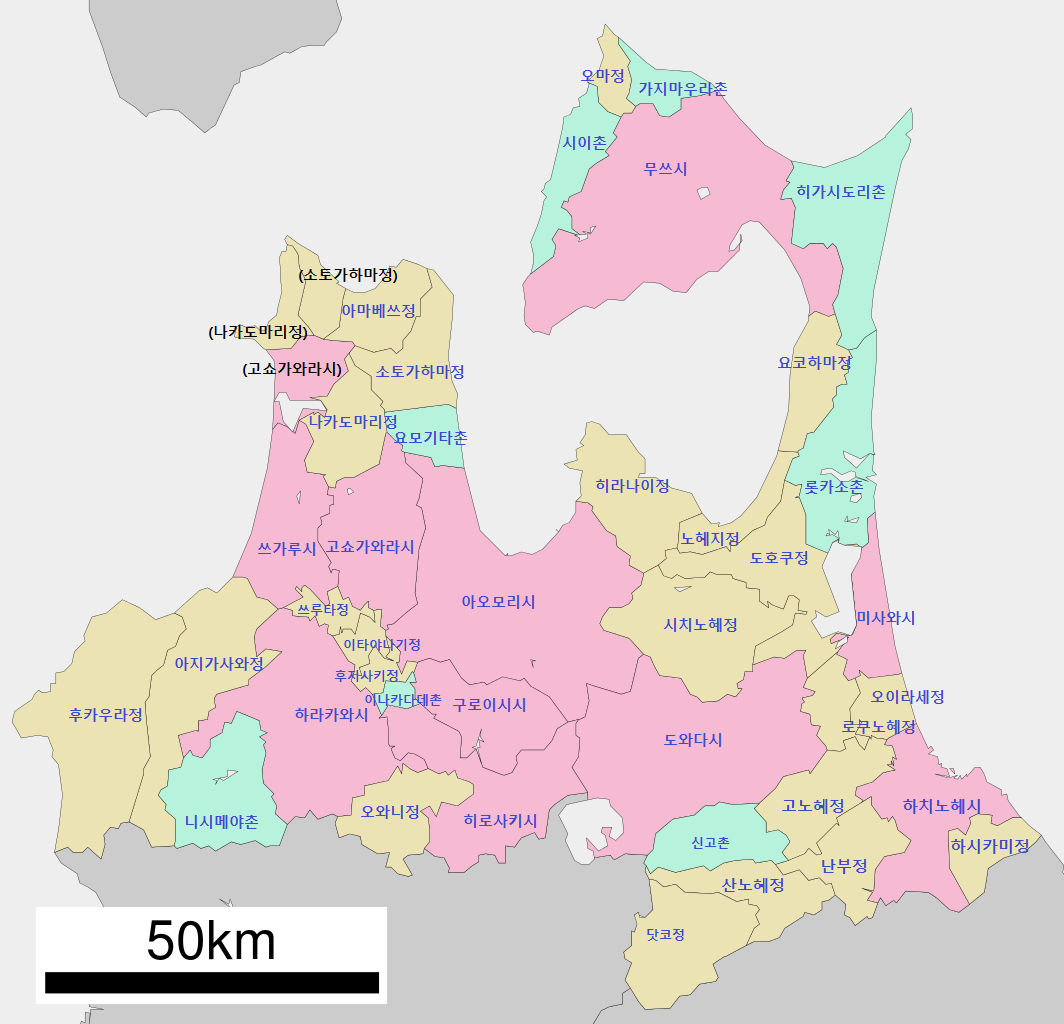
아오모리현의 지도

이하의 10시 8군 22정 8촌이 있다.

### 시
- 아오모리시(青森市, 현청 소재지)
- 하치노헤시(八戸市)
- 히로사키시(弘前市)
- 도와다시(十和田市)
- 무쓰시(むつ市)
- 고쇼가와라시(五所川原市)
- 구로이시시(黒石市)
- 미사와시(三沢市)
- 쓰가루시(つがる市)
- 히라카와시(平川市)

### 군
- 히가시쓰가루군(東津軽郡)
  - 히라나이정(平内町), 소토가하마정(外ヶ浜町), 이마베쓰정(今別町), 요모기타촌(蓬田村)
- 니시쓰가루군(西津軽郡)
  - 아지가사와정(鰺ヶ沢町), 후카우라정(深浦町)
- 나카쓰가루군(中津軽郡)
  - 니시메야촌(西目屋村)
- 미나미쓰가루군(南津軽郡)
  - 후지사키정(藤崎町), 오와니정(大鰐町), 이나카다테촌(田舎館村)
- 기타쓰가루군(北津軽郡)
  - 이타야나기정(板柳町), 쓰루타정(鶴田町), 나카도마리정(中泊町)
- 가미키타군(上北郡)
  - 노헤지정(野辺地町), 시치노헤정(七戸町), 로쿠노헤정(六戸町), 요코하마정(横浜町), 도호쿠정(東北町), 롯카쇼촌(六ヶ所村), 오이라세정(おいらせ町)
- 시모키타군(下北郡)
  - 오마정(大間町), 히가시도리촌(東通村), 가자마우라촌(風間浦村), 사이촌(佐井村)
- 산노헤군(三戸郡)
  - 산노헤정(三戸町), 고노헤정(五戸町), 닷코정(田子町), 난부정(南部町), 하시카미정(階上町), 신고촌(新郷村)

### 지역 구분

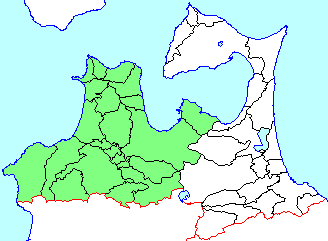
■緑 ： 쓰가루 지방
■白 ： 난부지방

아오모리현 지역 구분도
쓰가루지방（■：東青■：中南■：西北）
난부지방（■：시마키타■：가미키타■：산파치）

현 서부에 있는 동해의 쓰가루 지방과 현 동부에 있는 태평양 측의 남부 지방의 두 지역으로 대별되는데 남부 지역의 명칭은 일찍이 이 땅을 다스렸던 남부씨에서 유래한 것으로 현의 남부를 가리키는 것은 아님을 주의해야 한다. 쓰가루 지방의 면적은 4828.08km2(전체 현 대비 50.06%), 인구는 671,816명(전체 현 대비 55.8%), 남부 지방의 면적은 4817.18km2(전체 현 대비 49.94%), 인구는 532,556명(전체 현 대비 44.2%)이며, 두 지방의 면적은 현의 거의 절반씩이지만, 인구는 다소 많다(인구는 2022년 10월 1일 기준 추계인구).
이 밖에 다음과 같은 지역 호칭이 있다(굵은 글씨는 현의 지역 현민국에 이용되고 있는 호칭).
| 군 | 군             | 시 | 시                    | 지역 호칭           | 지역 호칭                      | 지역 호칭                      | 지역 호칭 |
| -- | -------------- | -- | --------------------- | ------------------- | ------------------------------ | ------------------------------ | --------- |
|    | 히가시쓰가루군 |    | 아오모리시            | 도세이치            | 도세이치                       | 도세이치                       | 쓰가루    |
|    | 나카쓰가루군   |    | 히로사키시            | 나카히로            | 나카히로 주코난 （나카미나미） | 나카히로 주코난 （나카미나미） | 쓰가루    |
|    | 미나미쓰가루군 |    | 구로이시시 히라카와시 | 주코난              | 나카히로 주코난 （나카미나미） | 나카히로 주코난 （나카미나미） | 쓰가루    |
|    | 니시쓰가루군   |    | 쓰가루시              |                     | 西北五 （西北）                | 西北五 （西北）                | 쓰가루    |
|    | 기타쓰가루군   |    | 고쇼가와라시          | 키타고              | 西北五 （西北）                | 西北五 （西北）                | 쓰가루    |
|    | 시모키타군     |    | 무쓰군                | 시모키타            | 니키타                         |                                | 난부      |
|    | 가미키타군     |    | 도와다시 미사와시     | 가미키타 （上十三） | 니키타                         | 산파치 카미키타                | 난부      |
|    | 산노헤군       |    | 하치노헤시            | 산파치              | 산파치                         | 산파치 카미키타                | 난부      |

아오모리현청에서는 현내를 6개 지역으로 구분하여 각 지역에 종합적인 출장기관인 지역 현민소를 설치해 운영하고 있다.
| 명칭                  | 소관 구역                                                        | 면적 (km2) | 인구 （명） |
| --------------------- | ---------------------------------------------------------------- | ---------- | ----------- |
| 도세이치 지역현민국   | 아오모리시, 히가시쓰가루군                                       | 1477.37    | 275,251     |
| 나카미나미 지역현민국 | 히로사키시, 구로이시시, 히라카와시, 나카쓰가루군, 미나미쓰가루군 | 1555.92    | 245,450     |
| 니시키타 지역현민국   | 고쇼가와라시, 쓰가루시, 니시쓰가루군, 기타쓰가루군               | 1794.79    | 120,434     |
| 시모키타 지역현민국   | 무쓰시, 시모키타군                                               | 1415.59    | 60,991      |
| 가미키타 지역현민국   | 도와다시, 미사와시, 가미키타군                                   | 2126.81    | 180,900     |
| 산파치 지역현민국     | 하치노헤시, 산노헤군                                             | 1274.78    | 267,575     |

## 기후
아오모리현의 기후는 비교적 서늘하다. 사계절이 뚜렷하며 평균 기온은 10 °C이다. 기후의 변화는 현의 동쪽과 서쪽 사이에 존재한다. 이것은 부분적으로 현의 중앙을 남북으로 가로지르는 오우산맥 때문이다. 서쪽 지역은 강한 몬순과 적은 햇빛에 노출되어 겨울 동안 폭설이 내린다. 동쪽은 6월부터 8월까지 북동풍으로 유입된 낮은 구름에 노출되어 상대적으로 낮은 기온을 유지한다. 그러나 야마세 바람이 여름을 너무 춥게 해서 식량 생산이 방해되는 경우가 있다. 겨울의 최저 기온은 영하 9.3도이며, 여름의 최고 기온은 33.1도이다.

## 산업
아오모리현은 사과 생산지로 유명하며, 일본 국내에서 생산되는 사과 중 절반은 아오모리현에서 생산된다. 도호쿠 지방의 다른 지역들처럼 농업, 임업, 어업과 같은 전통 산업이 여전히 우세하다.

## 경제
대부분의 도호쿠 지방과 마찬가지로 아오모리현은 농업, 임업, 어업과 같은 주요 산업이 여전히 지배하고 있다. 현의 임업은 전국의 목조건축에 사용되는 편백나무인 히바의 경작과 수확이 중심이다. 2015년 GDP는 4,5412억 엔으로 일본 경제의 약 0.83%를 차지했다. 아오모리현은 시모키타 반도에 대규모 풍력 발전소가 위치해 있어 일본에서 가장 많은 풍력에너지를 생산하고 있다. 롯카쇼 마을에는 핵연료 생산과 핵폐기물의 재처리, 저장, 처리에 관여하는 일본 핵연료 유한회사가 소유한 비활동적인 롯카쇼 재처리 공장이 있다. 하치노헤시는 페로니켈 제품을 제조하는 퍼시픽 메탈 컴퍼니의 본거지이다.

### 농업
아오모리현은 일본의 대표적인 농업 지역이다. 2018년 일본 전체 사과 생산량의 59%를 차지하는 일본의 최대 사과 생산지이다. 1875년에 사과 재배가 시작되었다. 사과는 일본 내에서 소비되고 미국, 중국, 대만, 태국으로 수출된다. 또한 아오모리는 일본 전체 생산량의 81, 37, 66%를 차지할 정도로 붉은 커런트, 우엉, 마늘 생산량에서도 높은 순위를 차지하고 있다.

### 관광업
관광은 아오모리현 경제의 성장 부문이었다. 2012년부터 2017년까지 외국인 관광객 증가율에서 일본 5대 현에 속했다. 이러한 외국인 관광객의 유입으로 아오모리에는 더 많은 호텔이 건설되었다. 현의 주요 관광지는 유적지, 박물관, 국립공원이다. 2009년 1월 현의 조몬 시대 유적지 중 몇 곳이 세계문화유산으로 지정되었다. 시라카미 산지가 현의 두 번째 세계문화유산으로 지정될 예정이다. 시라카미 산지는 섬세한 생태계로 인해 관광객의 출입이 매우 제한되고 있지만, 몇몇 수상 지형과 산책로, 도로는 방문객이 접근할 수 있다. 2016년 한 해 동안 일본 국내 여행객 약 3,520만 명이 아오모리현을 찾았고, 2017년에는 약 9만 5,000명의 외국인 관광객이 방문했다.

## 교육
아오모리현의 국립대학은 1949년 국립학교 설립법에 따라 여러 단과대학과 고등교육학교가 합쳐져 설립되었다. 현에는 아오모리 공립대학과 아오모리 후생대학이 있다. 여러 사립대학도 있다. 아오모리 대학, 하치노헤가쿠인 대학, 하치노헤 공업대학, 히로사키가쿠인 대학, 히로사키 보건복지대학, 도호쿠 여자대학, 기타사토 대학 도와다 캠퍼스 등이 있다.
아오모리현 교육위원회는 도서관의 관리, 아오모리 현립 박물관, 다양한 교육지원청 및 센터를 포함한 현 교육 시스템의 다양한 측면을 감독한다. 2018년에는 교육비로 1,303억 엔을 배정했다. 2017년에 현의 공립학교 시스템은 133,507명의 초중등학생을 가르쳤는데, 이는 10년 전의 총 173,537명에 비해 크게 감소한 수치이다. 유치원 94곳(국립 1곳, 공립 3곳), 초등학교 289곳(국립 1곳, 시립 288곳), 중학교 161곳(국립 1곳, 사립 4곳, 시립 155곳)이 있다. 95개의 고등학교가 있다.

## 인구
1920년 도호쿠 지방에서는 가장 적은 75만 명이었지만, 그 후에는 증가 경향이 계속되어 1940년에 100만 명을 넘었다. 1955년에 아키타현, 야마가타현의 인구를 웃돌았고, 1965년에 이와테현을 넘어 도호쿠 지방에서는 미야기현, 후쿠시마현에 이어 세 번째 인구 규모가 되었다.
아오모리현에 거주하거나 아오모리현에서 온 사람을 아오모로족이라고 한다. 많은 젊은이들이 구직과 유흥, 결혼을 위해 도쿄나 센다이 같은 도시로 이주하고 있다. 인구는 2007년 기준으로 128만 명이다. 이는 일본 전체 인구의 1%를 약간 넘는 수치이다. 2018년 아오모리현은 전국 어느 현보다도 일본인의 수가 두 번째로 많이 감소했다. 이웃한 아키타현만이 아오모리현보다 더 많은 시민을 잃었다.2017년에는 23,529명이 아오모리현에서 이주했고 17,454명이 현으로 이주했다. 2018년 기준 현의 주민 중 약 59만 명이 남성이고 67만 명이 여성이며, 인구의 10.8%가 15세 미만, 56.6%가 15세에서 64세 사이, 32.6%가 64세 이상이다. 같은 해에 현의 인구 밀도는 제곱킬로미터당 130.9명이다. 2015년 아오모리현에는 약 3,425명의 외국인 출신 이민자가 살고 있는데, 이는 현 인구의 0.26%에 불과해 어느 현보다도 낮은 수치이다. 아오모리현의 인구는 1983년의 152만 9천 명을 기점으로 감소하고 있다. 2013년 9월 현재 현의 인구는 133만 6664명이고, 인구가 가장 많은 시정촌은 293,422명이 거주하는 아오모리시로, 현 전체 인구의 22%를 차지한다.
일본 국립사회보장인구문제연구소에 따르면 2020년까지 126만 명, 2035년까지 105만 명으로 감소할 것으로 예상된다.
|                                                | |
| 아오모리현의 전국의 연령별 인구 분포（2005년） | 아오모리현의 연령·남녀별 인구 분포（2005년）                                                                           |
| ■자주색 ― 아오모리현 ■녹색 ― 일본전국          | ■파랑색 ― 남자 ■빨간색 ― 여자                                                                                          |
| · 아오모리현의 인구추이                        | |
| 일본 총무성 통계국 국세조사 결과               | |
|                                                | 기술적 문제로 인해 그래프를 일시적으로 사용할 수 없습니다. 파브리케이터와 미디어위키 위키에 더 자세한 정보가 있습니다. |

| 연도  | 인구      | ±% p.a. |
| ----- | --------- | ------- |
| 1880  | 475,413   | —       |
| 1890  | 545,026   | +1.38%  |
| 1903  | 665,691   | +1.55%  |
| 1913  | 764,485   | +1.39%  |
| 1920  | 756,454   | −0.15%  |
| 1925  | 812,977   | +1.45%  |
| 1930  | 879,914   | +1.60%  |
| 1935  | 967,129   | +1.91%  |
| 1940  | 1,000,509 | +0.68%  |
| 1945  | 1,083,250 | +1.60%  |
| 1950  | 1,282,867 | +3.44%  |
| 1955  | 1,382,523 | +1.51%  |
| 1960  | 1,426,606 | +0.63%  |
| 1965  | 1,416,591 | −0.14%  |
| 1970  | 1,427,520 | +0.15%  |
| 1975  | 1,468,646 | +0.57%  |
| 1980  | 1,523,907 | +0.74%  |
| 1985  | 1,524,448 | +0.01%  |
| 1990  | 1,482,873 | −0.55%  |
| 1995  | 1,481,663 | −0.02%  |
| 2000  | 1,475,728 | −0.08%  |
| 2005  | 1,436,657 | −0.54%  |
| 2010  | 1,373,339 | −0.90%  |
| 2015  | 1,308,649 | −0.96%  |
| 2020  | 1,237,984 | −1.10%  |
| 출처: |           |         |

### 현재 인구추이
- 2025년 4월 1일 추계인구

| 구분       | 시정촌명     | 인구        |
| ---------- | ------------ | ----------- |
| 아오모리현 | 아오모리현   | 1,151,871명 |
| 시         | 아오모리시   | 257,460명   |
| 시         | 히로사키시   | 157,643명   |
| 시         | 하치노헤시   | 211,063명   |
| 시         | 구로이시시   | 29,449명    |
| 시         | 고쇼가와라시 | 47,499명    |
| 시         | 도와다시     | 56,891명    |
| 시         | 미사와시     | 36,785명    |
| 시         | 무쓰시       | 48,761명    |
| 시         | 쓰가루시     | 27,953명    |
| 시         | 히라카와시   | 28,929명    |
| 정         | 히라나이정   | 9,089명     |
| 정         | 이마베쓰정   | 1,883명     |
| 정         | 소토가하마정 | 4,554명     |
| 정         | 아지가사와정 | 7,918명     |
| 정         | 후카우라정   | 6,219명     |
| 정         | 후지사키정   | 13,932명    |
| 정         | 오와니정     | 7,594명     |
| 정         | 이타야나기정 | 11,548명    |
| 정         | 쓰루타정     | 10,911명    |
| 정         | 나카도마리정 | 8,386명     |
| 정         | 노헤지정     | 11,152명    |
| 정         | 시치노헤정   | 13,215명    |
| 정         | 로쿠노헤정   | 9,996명     |
| 정         | 요코하마정   | 3,841명     |
| 정         | 도호쿠정     | 15,105명    |
| 정         | 오이라세정   | 24,027명    |
| 정         | 오마정       | 4,179명     |
| 정         | 산노헤정     | 8,031명     |
| 정         | 고노헤정     | 14,425명    |
| 정         | 닷코정       | 4,338명     |
| 정         | 난부정       | 15,198명    |
| 정         | 하시카미정   | 12,673명    |
| 촌         | 요모기타촌   | 2,265명     |
| 촌         | 니시메야촌   | 1,124명     |
| 촌         | 이나카다테촌 | 6,779명     |
| 촌         | 롯카쇼촌     | 9,888명     |
| 촌         | 히가시도리촌 | 5,230명     |
| 촌         | 가자마우라촌 | 1,373명     |
| 촌         | 사이촌       | 1,448명     |
| 촌         | 신고촌       | 1,847명     |

현재 인구는 공식 홈페이지에 매월 업데이트가 되고 있으며, 2045년엔 82만 3610명까지 감소할 것으로 전망된다.

## 교통
아오모리현에는 20,606.8km의 도로와 227km의 고속도로가 있다. 현의 중앙을 남북으로 가로지르는 도호쿠 고속도로, 현의 남서부를 동서로 가로지르는 미완성 쓰가루 고속도로, 현의 동쪽을 따라 부분적으로 완성된 하치노헤-구지 고속도로의 4개의 주요 고속도로가 현을 통과한다. 시모키타반도를 따라 노헤지정에서 무쓰시까지 남북으로 이어지는 일부 완결된 시모키타 고속도로가 있다.
도호쿠 고속도로의 몇몇 보조 노선도 현을 경유한다. 아오모리 고속도로와 하치노헤 고속도로는 아오모리시의 동부와 하치노헤 중심부로 가는 고속도로를 급행한다. 하치노헤 고속도로의 급행은 현의 동쪽을 가로질러 현의 수도를 향해 북서쪽으로 이어진다. 가미키타 고속도로, 다이니치노쿠 고속도로, 미치노쿠 고속도로, 모모이시 유료도로로 구성되어 있다. 몇몇 국도 역시 현을 통과한다. 국도 제4호선, 제7호선, 제45호선은 현청 소재지와 일본의 다른 현청 소재지를 연결하는 주요 노선이다. 이밖에도 국도 101, 102, 103, 104, 279, 280, 282, 338, 339, 340, 394, 454호선이 있다. 쓰가루 해협을 지나 홋카이도까지 이어지는 국도 제279호선과 280호선이 있다.
철도는 메이지 시대부터 아오모리현의 교통망과 발전에 중요한 역할을 해왔다. 아오모리역은 일본 아오모리현 하치노헤시에 위치한 동일본 여객철도의 역이다. 동일본 여객철도(JR 동일본)는 도호쿠 신칸센, 도호쿠 본선, 오우 본선, 오미나토선, 고노선, 하치노헤선, 쓰가루선 등 여러 철도 노선을 운영하고 있다. 세이칸 터널을 통해 홋카이도 신칸센을 운행하는 홋카이도 여객철도(JR 홋카이도), 도호쿠 본선의 아오이모리 철도, 일본 최북단의 민간 철도인 쓰가루 철도가 있다.
아오모리현의 해상 교통은 주로 아오모리항, 무쓰오가와라항, 하치노헤항에서 운영되지만 현 전역에 작은 항구가 있다. 아오모리항과 하치노헤항은 모두 유람선과 페리선을 운항한다. 또한 오마역과 하코다테역 사이에는 페리 노선이 운행된다. 세이칸 터널이 개통되기 전, 일본국유철도의 여객선은 아오모리역과 하코다테역을 연결했다. 아오모리역 근처에는 옛 철도 여객선 하코다 마루호가 있다.
아오모리현에는 아오모리 공항과 미사와 공항이 있다. 아오모리 공항은 국내선 외에도 한국 및 대만 정기 국제선, 중국 계절선, 태국 전세기 운항을 제공하지만 두 공항 모두 비교적으로 작다.

### 공항
- 아오모리 공항
- 미사와 공항

### 철도
- 동일본 여객철도
  - 도호쿠 신칸센
  - 오우 본선
  - 오미나토선
  - 고노선
  - 하치노헤선
  - 쓰가루선
- 홋카이도 여객철도
  - 홋카이도 신칸센
  - 가이쿄선
- 고난 철도
  - 고난선
  - 오와니선
- 쓰가루 철도
  - 쓰가루 철도선
- 도와타 관광 전철
  - 도와타 관광 전철선
- 아오이모리 철도
  - 아오이모리 철도선
- IGR 이와테 은하 철도
  - 이와테 은하 철도선

### 도로
- 도호쿠 자동차도
- 하치노헤 자동차도
- 아오모리 자동차도
- 일반 국도
  - 국도 제4호선
  - 국도 제7호선
  - 국도 제45호선
  - 국도 제101호선
  - 국도 제102호선
  - 국도 제103호선
  - 국도 제104호선
  - 국도 제338호선
  - 국도 제339호선
- 아오모리현도 제16호선
- 아오모리현도 제120호선

## 문화
쓰가루 방언은 현 서부 지방의 독특한 사투리로 같은 아오모리현 내의 다른 사투리와도 의사소통이 어려울 정도이다.

## 자매 지역
- 브라질 산타카타리나주
- 러시아 하바롭스크 지방
- 미국 메인주
- 대한민국 충청북도 옥천군
- 이탈리아 리구리아주